# Hikaru Nakahara
Hikaru Nakahara (japanisch 中原 輝 Nakahara Hikaru; * 8. Juli 1996 in Yamaga, Präfektur Kumamoto) ist ein japanischer Fußballspieler.

## Karriere
Nakahara erlernte das Fußballspielen in der Jugendmannschaft des Yamaga FC, der Schulmannschaft der Luther Gakuin High School sowie der Universitätsmannschaft der Komazawa-Universität. Seinen ersten Vertrag unterschrieb er 2019 bei Roasso Kumamoto. Der Verein aus der Präfektur Kumamoto spielte in der dritthöchsten Liga des Landes, der J3 League. Für Kumamoto stand er 62-mal in der dritten Liga auf dem Spielfeld. Im Januar 2021 wechselte er zum Zweitligisten Montedio Yamagata. Für den Verein aus der Präfektur Yamagata absolvierte er 41 Zweitligaspiele. Im Januar 2022 unterschrieb er in Osaka einen Vertrag beim Erstligisten Cerezo Osaka. Im Sommer 2023 wechselte er auf Leihbasis zum Zweitligisten Tokyo Verdy. Am Ende der Saison 2023 wurde er mit Verdy Tabellendritter. In den Aufstiegsspielen konnte man sich durchsetzen und stieg in die erste Liga auf. Nach der Ausleihe kehrte er zu Cerezo zurück. Hier wurde sein Vertrag nicht verlängert. Im Januar 2024 nahm ihn der Erstligist Sagan Tosu aus Tosu unter Vertrag. Am Ende der Saison 2024 belegte er mit Sagan Tosu den letzten Tabellenplatz und musste somit in die zweite Liga absteigen. Nach dem Abstieg wechselte er auf Leihbasis zum Erstligaaufsteiger Shimizu S-Pulse.